# Мухамедкызы, Майра
Майра Мухамедкызы (каз. Майра Мұхамедқызы; 5 сентября 1965, Кульджа, Китай) — казахская оперная певица (сопрано), известная также под артистическим псевдонимом Майра Керей (Maira Kerey или Myra Kerey).
Народная артистка Казахстана (2024), лауреат Государственной премии Республики Казахстан (2008), кавалер ордена «Отан» (2020).
Первая казахстанская солистка парижского «Гранд Опера» (2003—2005).
Лауреат ряда международных конкурсов.

## Биография
Майра Мухамедкызы родилась 5 сентября 1965 года в Кульдже и выросла в Китае. Её дедушки эмигрировали в Китай из казахских степей в голодные 1930-е годы, спасаясь от произвола советской власти. Музыкальные родители (папа — известный в Китае композитор и собиратель казахских народных песен, мама — видная певица, народная артистка КНР) научили её играть на фортепиано и петь, записали в местную музыкальную школу. Отец мечтал, чтобы Майра стала оперной певицей и вернулась на родину . В 1987 году она закончила музыкальный факультет Центрального университета народов Китая, а затем и Пекинскую консерваторию (класс проф. Го Шу Джена). С 1987 года Майра активно концертировала по стране, принимала участие во всекитайских конкурсах вокалистов «Золотой дракон» (4 раза становилась победительницей, несколько раз — лауреатом), а также шесть лет преподавала в университете. Китаизированная Пекинская опера ставила всего два европейских оперных спектакля в год, и там не было никаких перспектив.
В 1991 году Майра съездила в Москву с мужем Аксаном и прошла прослушивание в Московской консерватории — ей сразу дали рекомендацию в аспирантуру. Но из Китая уже состоявшуюся оперную певицу не выпустили.
В 1994 году Майра вновь оказалась в Москве в составе солистов из КНР на конкурсе имени П. И. Чайковского, откуда буквально сбежала в Казахстан, на историческую родину. Но казахское гражданство получила только через два года, благодаря встрече с президентом РК Назарбаевым и председателем КНР Цзян Цзэминем, а позже сумела перевезти на родину и всю семью.
Майра в совершенстве владела родным казахским и китайским языками, но не знала ни слова по-русски и также по-итальянски и по-французски, при том что основные оперы из мировой классики исполняются именно на этих языках. Но у неё была мечта стать знаменитой оперной певицей и выступить на московском Международном конкурсе имени Чайковского. В Алма-Ате она стала стажироваться (1994—1996) в Казахской национальной консерватории им. Курмангазы у проф. Надии Шариповой. Несколько лет жила с мужем в арендованной квартире.
В 1995 году Майре Мухамед-кызы присудили специальный диплом за артистизм в Санкт-Петербурге на I Международном конкурсе молодых оперных певцов имени Н. А. Римского-Корсакова.
В 1996 году она прошла прослушивание и стала одной из солисток ГАТОБ имени Абая в Алма-Ате.
В том же 1996 году на торжественном приёме в Алма-Ате в честь председателя Китая Цзян Цзэминя во время его официального визита в Казахстан Майра исполнила песню «Китай — любовь моя» — неофициальный гимн этой страны. Поражённый Цзян Цзэминь сказал: «Господин Назарбаев, ваша певица говорит по-китайски на чистейшем литературном языке. А ведь даже у меня, коренного представителя этой страны, есть шанхайский акцент».
В 1997 году Майра Мухамед-кызы получила приглашение на международный конкурс оперных певцов в Португалию. Спонсоров не нашлось, но директор театра К. Г. Уразгалиев помог с одним билетом. В конкурсе участвовали 66 исполнителей из 17 стран, но Майра завоевала Гран-При и премию 10 000 долларов (в день объявления результатов она упала в обморок от голода). После такой победы городской акимат (мэрия) выделил ей двухкомнатную квартиру в Алма-Ате.
В 1998 году на Международном конкурсе имени Чайковского лидировала, но заняла III место, став первым лауреатом из Казахстана. В республике её мастерство окончательно признали: присвоили звание заслуженной артистки и выделили пятикомнатную квартиру.
В 2002 году французские импресарио, послушав её первый компакт-диск «Сoloratura arias», предложили певице двухлетний контракт (2003—2005) в парижской «Гранд-Опера» (Pier Opera Paris).
Уже во Франции для удобства западных почитателей её таланта она приняла псевдоним Майра Керей (Maira Kerey или Myra Kerey). За полгода выучила разговорный французский язык, а затем итальянский и английский, достаточно хорошо стала говорить по-русски.
Керей дебютировала в опере Джакомо Пуччини «Богема». Певица исполнила партию Мюзетты. Эта партия занимает особое место в её творчестве. Певица сама называет её «роль № 1», так как именно с её исполнения в 2003 году в Париже, которое критики (журнал «Симфонический оркестр») назвали «образцовой», началась оперная карьера Майры Керей во Франции.
В 2005 году в Париже Майра одно время снимала квартиру, в которой жил и работал французский писатель Виктор Гюго, и там сама начала писать свои воспоминания.[значимость факта?]
6 февраля 2011 года Майра выступила на церемонии закрытия Седьмых Зимних Азиатских игр в Алма-Ате.
В декабре 2015 года Майра была приглашена в «Астана Опера» в качестве ведущей солистки.

## Творческая жизнь
Майра начала свою карьеру на европейских сценах дебютом в Opéra National de Paris в роли Мюзетты в опере «Богема» с Роберто Аланья, а затем — в роли Адины в опере Доницетти «Любовный напиток» в Opéra National de Lorraine в Нанси, затем Opéra de Rennes в Ренне, Théâtre de Caen в Кане и Opéra National в Бордо.
В 2003 году по приглашению Пласидо Доминго Майра пела в Вашингтонской Национальной опере (США) вместе с Миреллой Френи в опере Чайковского «Орлеанская дева».
В 2004 году пела в Страсбурге в Национальном оперном театре Франции в героико-романтической опере «Африканка» Джакомо Мейербера.
В 2006 году с труппой Национального оперного театра совершила турне по Франции с 30 постановками оперы Доницетти «Любовный напиток».
Выступала в британском «Кадоган-холле» с Лондонским филармоническим оркестром в концерте, посвященном 15-летию независимости Казахстана.
В 2007 году — сольный концерт в Пекине на главной сцене Китая — во дворце «Джон шан ли тан» по приглашению Министерства культуры КНР.
Сольный концерт из произведений Моцарта с симфоническим оркестром в Opéra National de Lorraine в г. Нанси (Франция).
Но иногда и отказывалась от неподходящих приглашений, например, Оперный театр в Лос-Анджелесе предлагал ей партию Недды в опере Леонкавалло «Паяцы», Гранд Опера в Женеве — роль Норины в опере Доницетти «Дон Паскуале», во Франции отказалась от ролей в «Сицилийской вечерне» и «Трубадуре» Верди.

## Мнения критиков
«Я бы дал ей первую премию, исходя из единственного соображения: если бы сейчас где-нибудь висела оперная афиша с её именем, то я непременно пошел бы на её спектакль — ни про одну другую участницу такого сказать не могу. Голос Мухамед свеж, звучен, красив, в артистической природе есть восхитительная восточная прозрачность, почти все сложности ей удавались — хотелось слушать, затаив дыхание» (Пётр Поспелов, «Русский телеграф»).
Gay City News писал: «Майра Керей продемонстрировала захватывающее исполнение, яркое и сильное сопрано».
«Состоялся блестящий дебют Майры Керей с её ярким, кристально чистым голосом, который должен вернуться сюда уже в большей роли», — писала The Washington Times.

## Награды и премии
Творческие достижения
- 1988 — I премия на всекитайском конкурсе молодых оперных певцов «Золотой дракон» (Пекин, Китай).
- 1995 — специальный диплом за артистизм на I Международном конкурсе молодых оперных певцов имени Н. А. Римского-Корсакова (Санкт-Петербург, Россия).
- 1997 — I премия на I Международном конкурсе имени Томаса Алкайде (Эштремош, Португалия).
- 1998 — III премия на Международном конкурсе имени Чайковского и специальный диплом имени М. Я. Давыдова (Москва, Россия).
- 1999 — Три диплома в разных номинациях и специальная премия на Международном конкурсе оперных певцов имени Елены Образцовой (Санкт-Петербург, Россия).

Государственные награды
- 1998 — присвоено почетное звание «Заслуженная артистка Казахстана» — за выдающиеся заслуги в отечественном песенном искусстве.
- 2000 — независимая премия меценатов Казахстана «Тарлан» в номинации «Новое имя — надежда».
- 2004 — Лауреат национального премия «Алтын Адам — Человек года в Казахстане 2004» (Звезда оперного искусства года).
- 2008 — Государственная премия Республики Казахстан в области литературы и искусства — за концертные программы 2004—2007 годов.
- 2013 — Благодарственное письмо Первого Президента Республики Казахстан.
- 2015 — Государственная стипендия в области культуры Республики Казахстан[7].
- 2016 — Медаль «25 лет независимости Республики Казахстан»
- 2016 — Орден «Курмет»
- 2019 — Благодарственное письмо Президента Республики Казахстан.
- 2020 (5 октября) — Медаль «Народная благодарность» («Халық алғысы»)[8].
- 2020 года (3 декабря) — Орден «Отан» один из высших орденов Республики Казахстан — за большой вклад в отечественное классическое и народное музыкальное искусство[9].
- 2021 — Медаль «30 лет независимости Республики Казахстан».
- 2024 (23 октября) — присвоено почётное звание «Народный артист Казахстана».[10]

## Дискография
2001 — «Сoloratura arias» (Украшенные арии) — арии из классических произведений, в числе которых были «Ромео и Джульетта» Гуно, «Риголетто» и «Травиата» Верди.
2007 — «Инжу Маржан» (Золотые россыпи) — из 16 напевов, вошедших в альбом, половина — народные мелодии казахов, проживающих в Китае. Записан в Алма-Ате с Казахским государственным академическим оркестром народных инструментов имени Курмангазы под управлением дирижёра Толепбергена Абдрашева.

## Фильмография
В 2003 году — главная роль в фильме казахского режиссёра Амира Каракулова «Жылама» (с каз. — «Не плачь»), сыграла фактически саму себя (оперную певицу, потерявшую голос) .
В 2007 году снялась в документальном фильме «Елимай» про оралманов (репатриантов, возвращенцев в Казахстан), реж. Алия Байгожина.

## Семья
Майра — этническая казашка из Китая, её муж Аксан Асхат-улы, этнический казах из Поднебесной — двукратный чемпион Азии по мотокроссу и десятикратный чемпион Китая по мотогонкам. Сейчас Аксан оставил спорт и является менеджером певицы. У супругов есть дочь — Аида (род. 02.02.2012).